# Викрадач сердець
«Викрада́ч серде́ць» (англ. «Thief of Hearts») — американський трилер знятий режисером Дугласом Дей Стюартом. Продюсерами стрічки виступили Джеррі Брукхаймер та Дон Сімпсон.

## Сюжет
Рей і Міккі — цілком благополучна подружня пара. Але сімейній ідилії подружжя Дейвіс приходить кінець після того, як в будинок проникає злодій. Прихопивши деякі цінності, грабіжник ненароком стає володарем безцінного трофея — особистого щоденника Міккі. Маючи в руках ключ до світу еротичних фантазій господині будинку, викрадач починає витончено маніпулювати своєю жертвою.
Даний фільм був випущений на DVD 16 квітня 2002 року. Видавництво DVD було відредаговане, зокрема сцени зі зброєю.
26 квітня 2022 року Paramount Home Media Distribution випустила фільм на Blu-ray.

## У ролях
- Стівен Бауер — Скотт Маллер
- Барбара Вільямс[en] — Міккі Девіс
- Джон Гец — Рей Девіс
- Девід Карузо — Бадді Каламара
- Крістін Еберсоул — Джені Поінтер
- Джордж Вендт — Марті Моррісон
- Алан Норт[en] — Суїні
- Ромі Віндсор — Ніколь

## Саундтрек
10 січня 2023 року лейбл Quartet Records випустив на CD розширенну і оновлену версію саундтрека, де на диску 1 представлена оригінальна музика Гарольда Фальтермаєра, а на диску 2 представлено оригінальний саундтрек 1984 року. Данний реліз обмеженний 1500 копій.